# Long Tail Keyword
Innerhalb des Online-Marketings bezeichnet der Begriff Long Tail Keyword oder auch Longtailkeyword Keywords, die nur in Nischen vorkommen. Benutzt wird der Begriff Long Tail Keywords hauptsächlich für die Suche im Internet. Oft bestehen Long Tail Keywords aus mehreren aneinandergereihten Wörtern.

## Etymologie
Der Begriff Long Tail kommt aus dem englischen Wortschatz und bedeutet so viel wie „langer Schwanz“ oder „Rattenschwanz“. Bekannt wurde der Begriff durch Chris Anderson, den Autor des Buches The Long Tail (dt. „Der lange Schwanz“). In diesem Buch wird die Entwicklung von Massenprodukten hin zu Nischenprodukten nachvollzogen und die Anpassung an immer enger targetierte (zielgerichtete) Nutzergruppen. Der Begriff symbolisiert die immer mehr ins Detail gehenden Suchanfragen für Produkte oder Dienstleistungen für eine spezielle Zielgruppe.
Lange wurde der Begriff Long Tail nur in der Finanzwelt und bei Versicherungen angewendet, doch nun findet diese Nischenstrategie auch Einzug in das Online-Marketing.
Mit Keyword ist das Keyword Targeting gemeint und bezeichnet in diesem Zusammenhang Schlüsselwörter, d. h. Begriffe, die für eine Suche oder auch Internetsuche verwendet werden, um Informationen zu finden.
Ein Long Tail Keyword ist somit ein Schlüsselwort, welches sehr genau das Ziel der Information definiert und bei der Eingabe in das Eingabefeld einer Suchmaschine die Trefferquote der Anzeigen stark begrenzt. Auf diese Weise wird den Suchmaschinen ermöglicht genau auf die Suchanfragen des Nutzers die relevanten Informationen zur Verfügung zu stellen.

## Nutzung
1. Longtail Keywords erzeugen kürzere Trefferlisten und verringern somit den Optimierungsaufwand (SEO) bei Suchmaschinen,
2. Die Qualität der Besucher für eine Webseite wird gesteigert. Ein Besucher besitzt eine hohe Qualität, wenn er Interesse an dem Angebot zeigt, entweder durch einen Kauf oder durch Anfragen von mehr Informationen. Das kommt zum einen daher, dass durch die Länge des Keywords die Suche stark spezifiziert wird, und zum anderen davon, dass Nutzer, die mit einem Long Tail Keyword suchen, statistisch gesehen eine höhere Absicht haben, etwas zu kaufen oder mehr darüber zu erfahren.
3. Auch bei Google AdWords verringern Longtail Keywords die Kosten pro Klick (CPC), da diese Art der Schlüsselwörter von den Werbungskosten bei Kampagnen günstiger sind aufgrund der geringeren Konkurrenz oder auch Mitbewerber.
4. Die Summe der Suchanfragen von Longtail Keywords kann höher sein, als die von wenigen allgemeinen (= generischen) Keywords.

## Beispiel

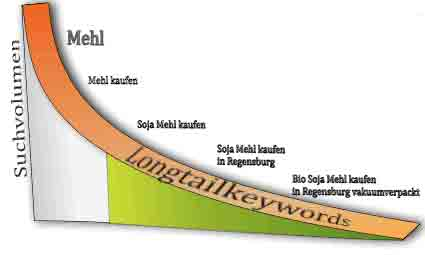
Entwicklung der Suchanfragen bei länger werdenden Keywords

„Mehl“ ist ein generisches Keyword, es deckt eine große Bandbreite eines Produktes ab. Jedoch „Bio Sojamehl kaufen“ ist da schon spezifischer und grenzt die Suche stark ein. Der Nutzer sagt sehr genau, welches besondere Mehl er für seinen speziellen Zweck haben möchte.

## Google
Google hat die Suche per Spracheingabe eingeführt, wodurch sich der Trend der Longtailkeywords erhöht – Bsp.: „OK Google zeig mir Bilder von einer Schwarzwälder Kirschtorte!“.